# Éric Serra
Éric Serra (* 9. září 1959) je francouzský skladatel, který často spolupracuje s Lucem Bessonem na jeho filmech.

## Biografie
Otec Claude Serra byl francouzský skladatel v 50. a 60. letech minulého století a tak byl mladý Eric vystaven vlivu hudby již od útlého dětství. Jeho matka zemřela, když mu bylo teprve 7 let. Na začátku 80. let se setkal s režisérem Lucem Bessonem a byl poprvé požádán, aby vytvořil hudbu k filmu 'L'Avant dernier' (1981). Od té doby vytváří Serra hudbu ke všem Bessonovým filmům i k několika, které Besson sám napsal (např. Wasabi).
V roce 1995 byl Eric Serra vybrán, aby složil hudbu k bondovce Zlaté oko. Ta byla ale tak trochu avantgardní v porovnání s předchozími bondovskými soundtracky a získala u kritiků velmi smíšenou odezvu.

## Další projekty
Od roku 1980 do 1988 hrál na baskytaru pro kontroverzního francouzského zpěváka Jacques Higelina.
Má také talent jako textař, za zmínku stojí např. skladby napsané pro Le Grand Bleu (Velká modrá) (skladba My Lady Blue), Léon (skladba nazvaná Hey Little Angel, ačkoli nebyla použita přímo ve filmu – měla být použita na závěr filmu nebo v titulcích, ale byla nahrazena méně textově vhodnou Shape Of My Heart od Stinga) a další filmy. V roce 1998 vydal album rockové hudby, nazvané RXRA.

## Před kamerami
Serra se objevil na obrazovkách jen na krátkou chvíli, protože raději pracuje „za scénou“. Objevuje se hlavně na francouzských televizních stanicích, většinou hrající na nějaký hudební nástroj, jako např. ve filmu Luca Bessona Podzemka, ve kterém ztvárnil roli Enrica basisty.

## Soundtracky k filmům
1. Arthur a Minimojové (2006)
2. Bandidas (2006) (post-production)
3. Neprůstřelný mnich (2003)
4. Rollerball (2002)
5. Décalage horaire (2002)
6. Wasabi (2001)
7. L' Art (délicat) de la séduction (2001)
8. Johanka z Arku neboliThe Messenger: The Story of Joan of Arc (1999)
9. Pátý element (1997)
10. Zlaté oko (1995)
11. Léon neboli The Professional (1994)
12. Atlantis (film, 1991) (1991)
13. Brutální Nikita neboli La Femme Nikita (1990)
14. Magická hlubina neboli Le Grand bleu (1988) (v evropské verzi, oddělený soundtrack byl vytvořen Billem Contim pro americkou verzi)
15. Kamikaze (1986)
16. Podzemka (1985)
17. La Nuit du flingueur (1984) (TV)
18. Le Dernier combat (1983)
19. L' Avant dernier (1981)